# زبیگنیف وودتسکی
زبیگنیف وودتسکی (لهستانی: Zbigniew Wodecki؛ ‏ تلفظ لهستانی: [ˈzbiɡɲɛv vɔˈdɛtskʲi]؛ ‏ ۶ مهٔ ۱۹۵۰ – ۲۲ مهٔ ۲۰۱۷) خواننده، موسیقی‌دان، آهنگساز، بازیگر، مجری اهل لهستان بود. وی بین سال‌های ۱۹۶۸ تا ۲۰۱۷ میلادی فعالیت می‌کرد. وی در سال ۲۰۱۱ برندهٔ نشان سیمین گلوریا آرتیس و در سال ۲۰۱۷ برندهٔ نشان افتخار تولد لهستان شد.
از فیلم‌ها یا مجموعه‌های تلویزیونی که وی در آن‌ها نقش داشته‌است، می‌توان به سال‌های شیرین، جهان به روایت خانواده کیپسکی، ۳۹ و نیم و طایفه اشاره نمود.